# フォーク・バラードのすべて
『フォーク・バラードのすべて（ウェスタン全集: 第1巻）』(All About Folk Ballads) は、ジミー時田とマウンテン・プレイボーイズのアルバム。
アメリカのフォーク・ソングやブルーグラス、ゴスペルなど、様々なジャンルの曲を取り上げている。

## 収録曲
Side 1
1. トム・ドゥーリー - Tom Dooley
2. ジェシー・ジェームズ - Jesse James
3. スイート・アラリー - Sweet Alalee
4. チョコレート・アイスクリーム・コーン - Choc'late Ice Cream Cone
5. さすらいの旅人 - Wayfaring Stranger
6. 可愛いベッツィ - Sweet Betsy from Pike

Side 2
1. シェナンドー - Shenandoah
2. みなし児のような気がする時 - Sometimes I Feel Like A Motherless Child
3. おじいさんの時計 - Grandfather's Clock
4. スノウ・ダヴ - Snow Dove
5. ヒルビリー・フィーヴァー - Hillbilly Fever
6. ウェイティング・フォー・ア・トレイン - Waiting For A Train

## パーソネル
ジミー時田とマウンテン・プレイボーイズ